# Toros Toramanian

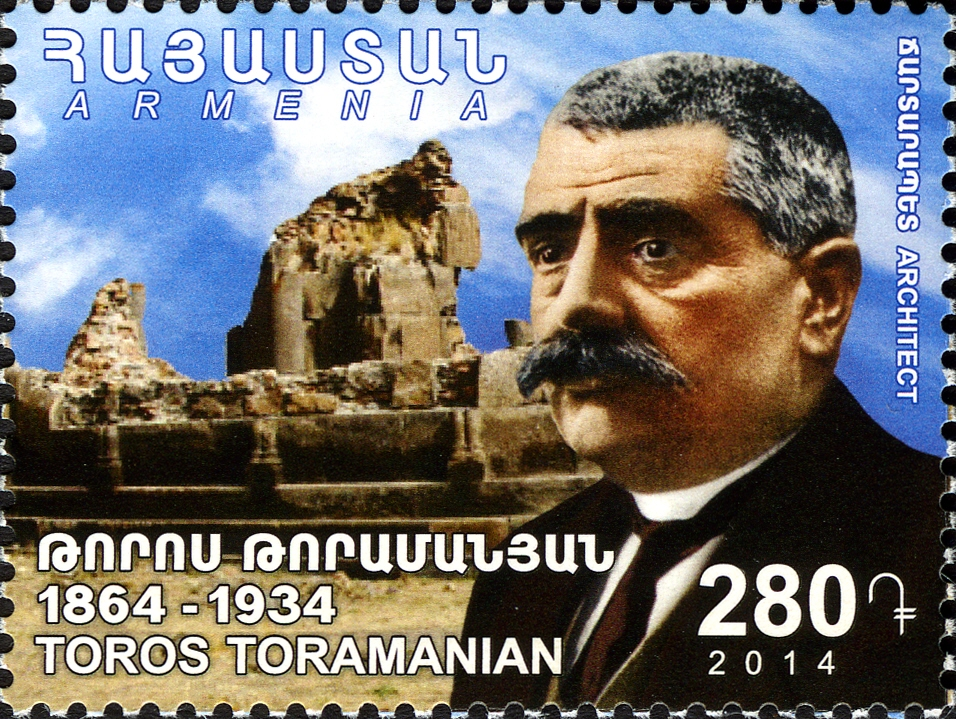
Toros Toramanian na arménské poštovní známce z roku 2014

Toros Toramanian (arménsky Թորոս Թորամանեան; 18. března 1864 – 1. března 1934) byl arménský architekt, archeolog a historik architektury. Je považován za „otce arménské architektonické historiografie“."

## Životopis
Toros Toramanian se narodil v roce 1864 ve městě Şebinkarahisar na západě Arménie, v tehdejší Osmanské říši. Ve věku 14 let přišel o oba rodiče. Studoval architekturu v Konstantinopoli a později v Paříži, poté se soustředil na detailní studium pozůstatků středověkých arménských architektonických památek, zejména na území starověkého města Ani.
Toramanianova vědecká práce připravila půdu pro práci významného vědce Josefa Strzygovskiho, který po dlouhém a detailním studiu křesťanské architektury dospěl k názoru, že arménská architektura hrála významnou roli v rozvoji byzantské a později západoevropské architektury.
V roce 1920, během turecko–arménské války, přišel Toramanian o velkou část své nepublikované práce, včetně srovnávací studie byzantské a arménské architektury a studie o historii arménských pohřebních památek. Byl také donucen i s rodinou prchnout z Alexandropolu do Tbilisi.
V roce 1923 se v arménské SSR stal jedním ze zakládajících členů výboru pro ochranu historických památek, jehož se stal ředitelem. Výbor se podílel na rekonstrukci katedrály v Ečmiadzinu. Byl i členem Celosvětového kongresu Arménů.
Toros Toramanian zemřel v roce 1934 v Jerevanu a byl pohřben v panteonu Komitas poblíž břehu řeky Hrazdan.

## Dílo
- Niuter Hay Jartarapetutian Patmutian (Material for the History of Armenian Architecture), Vol. 1 (Erevan: 1942) and Vol. 2 (Evevan: 1948)